# Валентин Йоахим фон Алвенслебен
Валентин Йоахим фон Алвенслебен (на немски: Valentin Joachim von Alvensleben; * 1752; † 1827) е благородник от род Алвенслебен в Алтмарк в Саксония-Анхалт.

## Произход
Той е най-малкият син на Фридрих Август фон Алвенслебен (* 6 септември 1703, Еркслебен; † 13 септември 1783, Изеншнибе/Гарделеген), господар в Изеншнибе и Еркслебен, княжески вюртембергски главен дворцов майстер/маршал, и съпругата му София Доротея фон Алвенслебен (* 5 октомври 1715, Еркслебен; † 1 февруари 1788, Магдебург), сестра на хановерския министър Рудолф Антон фон Алвенслебен (1688 – 1737), дъщеря на Йохан Август фон Алвенслебен (1680 – 1732) и втората му съпруга Агнес София фон Алвенслебен (1695 – 1749), дъщеря на Йохан Фридрих II фон Алвенслебен (1657 – 1728), хановерски министър, пруски дипломат, и Аделхайд Агнес фон дер Шуленбург (1664 – 1726).

## Фамилия
Валентин Йоахим фон Алвенслебен се жени за Доротея Фридерика Августа Шенк фон Флехтинген (1769 – 1850), която по-късно е главна дворцова майсторка. Те имат двама сина:
- Фридрих Вилхелм Август фон Алвенслебен-Изеншнибе (* 31 май 1798, Изеншнибе; † 2 февруари/декември 1853, Ветериц), граф, женен за Августа Фридерика Вилхелмина Шарлота фон дер Остен-Закен (* 4 септември 1804, Берлин; † 1 септември 1890, Берлин), дъщеря на Кристиан Фридрих Август Бернхард Лудвиг фон дер Остен-Закен (1778 – 1861) и графиня Амалия Луиза Мариана фон Хойм-Дройсиг (1763 – 1840); имат 13 деца
- Фердинанд Фридрих Лудолф фон Алвенслебен (* 23 януари 1803, Изеншнибе; † 11 юли 1889, Еркслебен), граф, женен на 25 септември 1829 г. в Примерн за Луиза Тереза Паулина фон дер Шуленбург-Примерн (* 5 февруари 1810, Примерн; † 27 септември 1882, Еркслебен), дъщеря на Леополд Вилхелм фон дер Шуленбург (1772 – 1838) и Юлиана Шарлота фон Кирхбах (1785 – 1873); имат 9 деца